# Eugène Schneider
Joseph Eugène Schneider (ur. 29 marca 1805 w Bidestroff, zm. 27 listopada 1875 w Paryżu) – francuski przemysłowiec i metalurg, współzałożyciel huty w Le Creusot.
Był radnym miejskim, w 1866 został merem miasta. Od stycznia do kwietnia 1851 roku był ministrem rolnictwa i handlu.

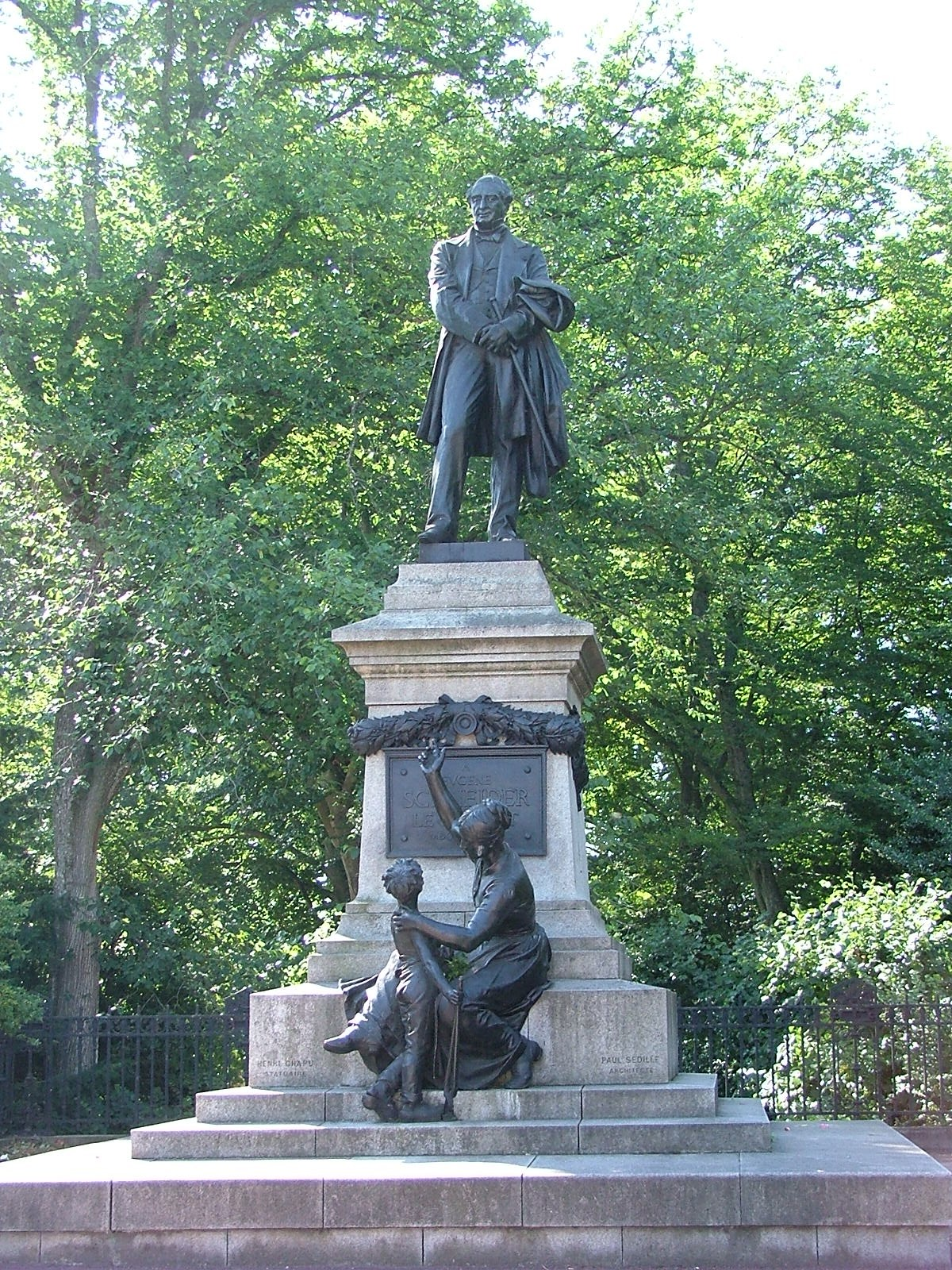
Pomnik Eugène Schneidera przy placu jego imienia w Le Creusot

## Upamiętnienie
- Odznaczony Legią Honorową
- Jego nazwisko pojawiło się na liście 72 nazwisk na wieży Eiffla[2].